# Антипиретик
Антипиретиците (от „anti“, „против“ и „pyretic“, „трескав“) са лекарствени вещества, които намаляват треската. Те карат хипоталамуса да спре повишаването на телесната температура, причинено от простагландините. Телесната температура намалява, от което спада и треската. Повечето антипиретици имат друго предназначение – това са нестероидни противовъзпалителни средства, използвани основно като аналгетици (обезболяващи), но които имат и антипиретични свойства.
Много лекарства имат антипиретичен ефект и са подходящи за треска, но не и при топлинен (слънчев) удар:
- нестероидни противовъзпалителни средства като ибупрофен, кетопрофен (декскетопрофен, дексофен), нимезулид (аулин)
- аспирин и други подобни салицилати като холин салицилат, магнезиев салицилат, натриев салицилат,
- парацетамол (ацетаминофен)
- норамидопирин (метамизол), забранен в над 30 страни заради риск от агранулоцитоза (в България – с рецепта)
- набуметон,
- феназон (антипирин), и други.

Съществува дебат относно това дали употребата на такива вещества е уместна, доколкото треската е част от имунния отговор на тялото към дадено възпаление. Изследване, публикувано от Royal Society, твърди, че потискането на треската води до поне 1% повече случаи на смърт от грип, т.е. поне 700 още смъртни случаи годишно само в Щатите. Не се препоръчва при треска третиране с лед или алкохол, тъй като и двете действат съдосвиващо и спомагат за повишаването още повече на телесната температура.